# Vasyl Myjailov
Vasyl Heorhiyovych Myjailov (en ucraniano: Василь Георгійович Михайлов; Tarútyne, 24 de junio de 1995) es un deportista ucraniano que compite en lucha libre.
Ganó dos medallas de bronce en el Campeonato Mundial de Lucha, en los años 2022 y 2023, y dos medallas en el Campeonato Europeo de Lucha, en los años 2020 y 2023.

## Palmarés internacional
| Campeonato Mundial | Campeonato Mundial | Campeonato Mundial | Campeonato Mundial |
| Año                | Lugar              | Medalla            | Categoría          |
| ------------------ | ------------------ | ------------------ | ------------------ |
| 2022               | Belgrado (Serbia)  | Medalla de bronce  | 79 kg              |
| 2023               | Belgrado (Serbia)  | Medalla de bronce  | 79 kg              |
| Campeonato Europeo |                    |                    |                    |
| Año                | Lugar              | Medalla            | Categoría          |
| 2020               | Roma (Italia)      | Medalla de bronce  | 79 kg              |
| 2023               | Zagreb (Croacia)   | Medalla de oro     | 79 kg              |